# Ádám Steinmetz

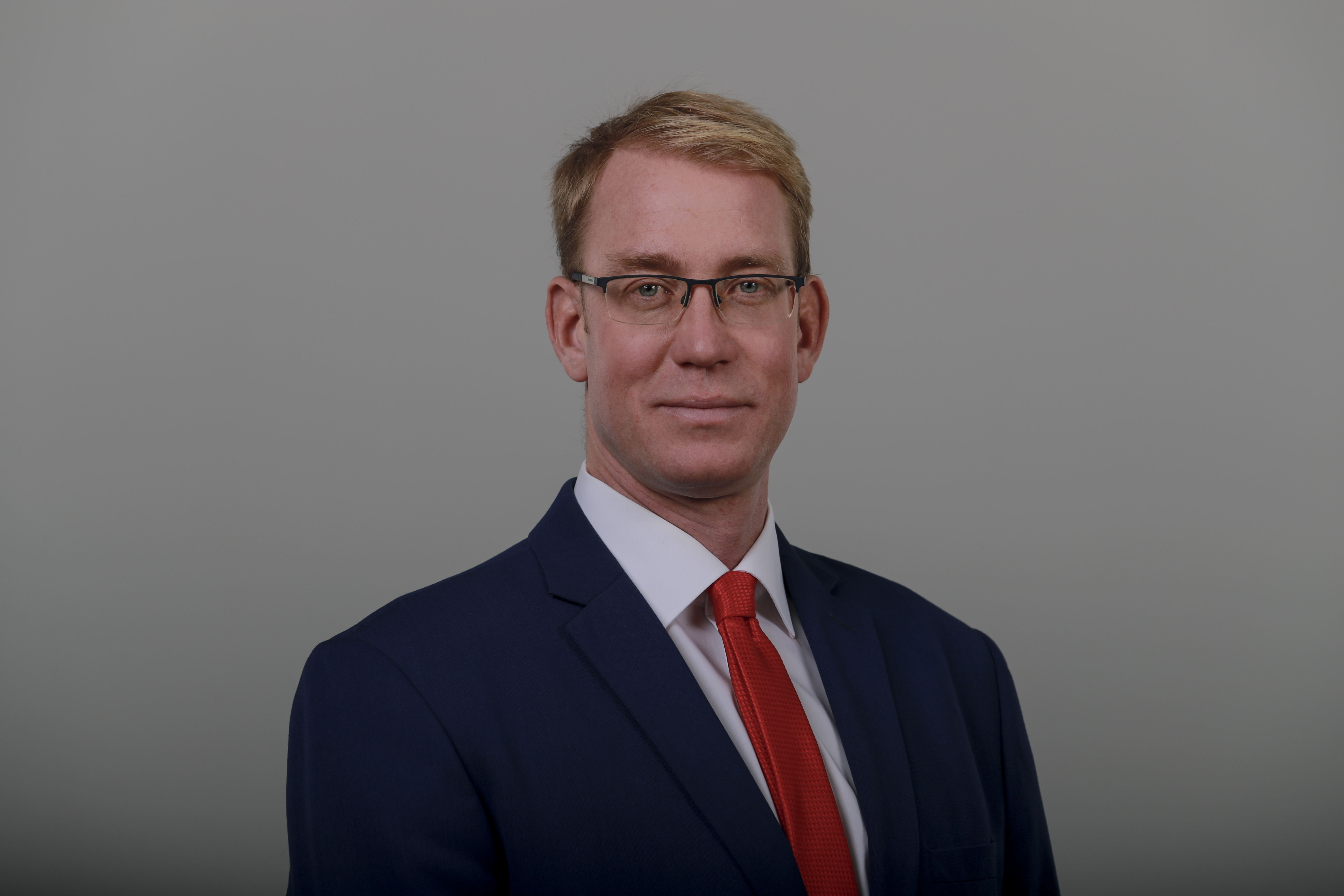
Ádám Steinmetz, 2021

Ádám Steinmetz (* 11. August 1980 in Budapest) ist ein ungarischer Wasserballspieler.
Er ist 1,98 m groß und sein Wettkampfgewicht beträgt 101 kg. Er ist zwar körperlich noch größer als sein berühmter älterer Bruder Barnabás Steinmetz, er stieß aber erst relativ spät zur ungarischen Wasserball-Nationalmannschaft. Normalerweise spielt er auf der Center-Position. 2003 gewann er mit dem Team die Bronzemedaille bei der Europameisterschaft. Bei den Olympischen Spielen 2004 in Athen half er an der Seite seines Bruders mit, die Goldmedaille von 2000 erfolgreich zu verteidigen.